# George Gaynes
George Gaynes (16. maj 1917 – 15. februar 2016) var en finsk-født amerikansk skuespiller. Han var en dygtig Broadway-skuespiller, samt en film-og tv-stjerne i USA.
Han kendes af mange som kommandant Eric Lassard i komediefilmene om Politiskolen. Herudover havde han succes som Henry Warnimont i NBC-serien Punky Brewster, hvor hans hustru, Allyn Ann McLerie, gæstemedvirkede som hans kæreste, samt rollen som Frank Smith, mafiabossen, der bliver slået af Luke Spencer (Anthony Geary) i sæbeoperaen General Hospital.